# ダーインスレイヴ
ダーインスレイヴ（Dáinsleif、ダインスレイフとも）は、北欧の伝承に登場する魔剣。

## 概説
一度鞘から抜いてしまうと、生き血を浴びて完全に吸うまで鞘に納まらないといわれた魔剣の代表格のひとつ。
その名前は「ダーインの遺産」という意味である。ダーインとはドヴェルグの一人である。
ダーインスレイヴは『スノッリのエッダ』の『詩語法』に登場し、ヘグニが持っているとされる。
| Hogne answered: Too late do you offer to make peace with me, for now I have drawn the sword Dainsleif, which was smithied by the dwarfs, and must be the death of a man whenever it is drawn; its blows never miss the mark, and the wounds made by it never heal. | ヘグニはこう答えた。「おまえが和解を求めるにしても、もはや遅すぎる。私がもうダーインスレイヴを抜いてしまったからだ。この剣はドウェルグたちによって鍛えられ、ひとたび抜かれれば必ず誰かを死に追いやる。その一閃は的をあやまたず、また決して癒えぬ傷を残すのだ。」 |
| （ウィキソース英語版 - Prose Edda/Skáldskaparmál 19:37, 25 July 2006 (UTC) の版より引用） | |

なお、ヘジンとヘグニの争い（ヒャズニングの戦い）は『セルリの話』にも描かれているが、こちらの話ではこの名前は登場しない。